# Det skulle ha vært sommer nå
«Det skulle ha vært sommer nå» —en español: «Debería haber sido verano ahora»— es una canción compuesta por Svein Hundsnes e interpretada en inglés por Ellen Nikolaysen y también por Stein Ingebrigtsen. Fue elegida para representar a Noruega en el Festival de la Canción de Eurovisión tras ganar el Melodi Grand Prix en 1975.

## Festival de Eurovisión

### Melodi Grand Prix 1975
El certamen noruego se celebró el 25 de enero de 1975, presentado por Bergljot Engeset. La canción fue interpretada dos veces: primero por Ingebrigtsen con una pequeña banda y luego por Nikolaysen con una orquesta grande. Finalmente, la canción resultó ganadora con 39 puntos.

### Festival de la Canción de Eurovisión 1975
Esta canción fue la representación noruega en el Festival de Eurovisión 1975 con el nombre de «Touch My Life (with Summer)», también «You touched my life with summer», como establece la web oficial de Eurovisión —en español: «Toca mi vida (con el verano)» y «Tocaste mi vida con el verano», respectivamente—. La orquesta fue dirigida por Carsten Klouman.
La canción fue interpretada sexta en la noche del 22 de marzo de 1975, seguida por Suiza con Simone Drexel interpretando «Mikado» y precedida por Luxemburgo con Géraldine interpretando «Toi». Al final de las votaciones la canción había recibido 11 puntos, quedando en 18.º puesto de un total de 19.
Fue sucedida como representación noruega en el Festival de 1976 por Anne-Karine Strøm con «Mata Hari».

## Letra
La canción es una balada, con Nikolaysen cantando a un amante y describiendo sus sentimientos sobre la relación que tuvieron en el verano. En el verso final, hace mención a «lo que dejaste en mí/Algo que crecerá, todos lo sabrán», que es aparentemente una referencia literal al embarazo, más bien que una referencia figurativa a los recuerdos, ya que al final describe el regreso de su amante y «Entonces seremos tres, bajo el sol del verano».